# 显脉紫金牛
显脉紫金牛（学名：Ardisia alutacea），为报春花科紫金牛属下的一个植物种。